# Boognish
Boognish est une fonction de hachage cryptographique conçue par Joan Daemen et al. en 1992. Elle travaille sur des blocs de 32 bits et produit une empreinte ayant une longueur maximale de 160 bits. Sa conception associe des concepts issus de Cellhash et de MD4. Paulo Barreto rapporte que Daemen, lors d'un échange privé, avait mentionné que Boognish était certainement vulnérable.  